# Pinela
Pinela est une freguesia portugaise du concelho de Bragance, avec une superficie de 22,65 km2 et une population de 219 habitants (2011). La densité de population est de 9,7 hab/km2.

## Patrimoine
- Château de Pinela